# 豊島区立目白小学校

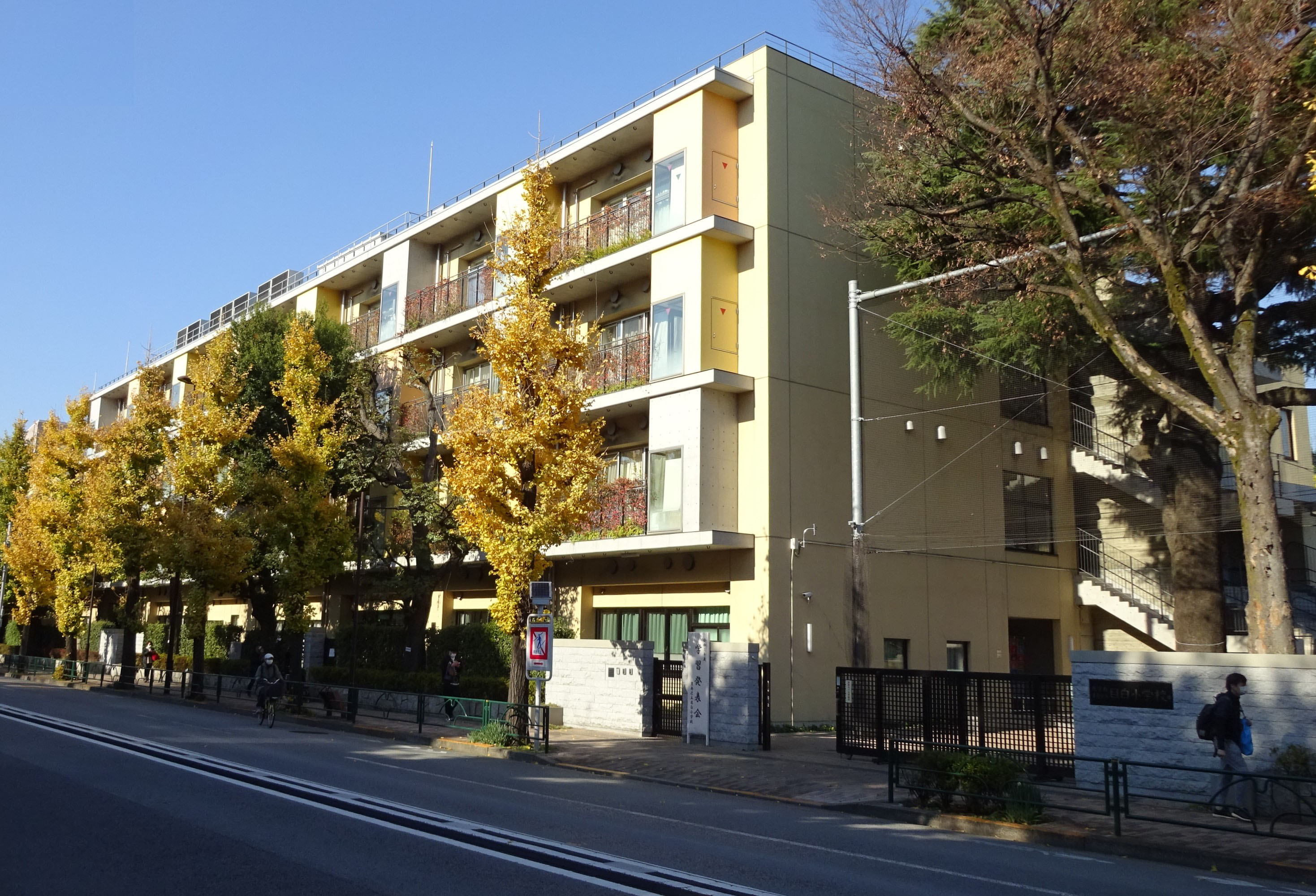
校舎（目白通り側から）

豊島区立目白小学校は、東京都豊島区目白二丁目にある公立小学校。現在の校舎は2014年8月に完成した。

## 歴史
- 1929年9月2日 - 北豊島郡高田町高田第五尋常小学校として開校。元は学習院の官舎と馬場があったところを敷地とした。
- 1930年10月16日 - 校歌（旧）制定。
- 1935年7月22日 - 高田遊泳池開設。
- 1939年2月12日 - 皇紀二千六百年並びに創立十周年記念式典挙行。
- 1941年4月1日 - 国民学校令により、東京市高田第五国民学校と改称。
- 1944年8月25日 - 一部児童の長野県下高井郡平穂村への疎開始まる。
- 1945年
  - 3月 - 第二次疎開を行う。
  - 8月15日 - 終戦。
  - 11月 - 疎開先からの帰京始まる。
- 1947年
  - 1月20日 - 学校給食開始。
  - 4月1日 - 学制改革により、東京都豊島区立目白小学校と改称。
- 1952年3月9日 - 増築校舎及び図書館落成式。
- 1955年1月1日 - 校歌（現）制定。
- 1960年6月2日 - 鉄筋校舎竣工。
- 1964年4月20日 - 教室・講堂兼体育館落成式。
- 1974年8月22日 - 旧校舎解体開始。
- 1976年3月6日 - 新校舎落成式。
- 1977年3月5日 - 段差式プール竣工。
- 1991年7月1日 - 夏帽制定。
- 1997年12月10日 - コンピュータ教室新設。
- 2012年8月 - 校舎建て替えのため仮校舎（豊島区目白5丁目24-12）へ移転。校舎解体開始。
- 2014年10月11日 - 新校舎落成式。85周年記念集会「めじろ祭」。
- 2024年10月11日 - 95周年記念集会開催。

## 著名な出身者
- 秋篠宮妃紀子（皇族、親王妃）[1]
- 二代目市川青虎（歌舞伎役者）
- 矢川澄子（作家、詩人、翻訳家）
- 田淵幸一（元プロ野球選手、元ダイエーホークス監督）[2]
- 古市コータロー（ギタリスト、ザ・コレクターズ(THE COLLECTORS)）
- 黒井千次（作家、2016.10.1～日本芸術院院長）
- 樋口恵子（評論家、東京家政大学名誉教授）
- 佐藤純弥（映画監督、脚本家）
- 脇村春夫（第5代日本高等学校野球連盟会長）
- 諏訪根自子（ヴァイオリニスト）
- 多湖輝（心理学者）
- 柳家花緑（噺家）
- 小林十市（バレエダンサー）